# Lycosa teranganicola
Lycosa teranganicola là một loài nhện trong họ Lycosidae.
Loài này thuộc chi Lycosa. Lycosa teranganicola được Embrik Strand miêu tả năm 1911.